# Allentsteig
Allentsteig ist eine Stadtgemeinde mit 1739 Einwohnern (Stand 1. Jänner 2025) im Bezirk Zwettl in Niederösterreich. Bekannt ist die Stadt durch den nach ihr benannten Truppenübungsplatz Allentsteig.

## Geografie

### Geografische Lage
Allentsteig liegt im Waldviertel in Niederösterreich. Die Fläche der Stadtgemeinde umfasst 71,41 Quadratkilometer; 35,04 % der Fläche sind bewaldet.
Allentsteig liegt in der Mitte des Waldviertels auf einer Seehöhe von 550 m, etwa 15 km (Luftlinie) nordöstlich der Bezirkshauptstadt Zwettl, etwa 60 km (Luftlinie) nördlich der Landeshauptstadt St. Pölten und etwa 95 km (Luftlinie) nordwestlich der Bundeshauptstadt Wien.
Die Stadtgemeinde Allentsteig ist Mitglied der Kleinregion ASTEG.

### Gemeindegliederung
Zur Stadt gehören 14 Katastralgemeinden, davon sind bewohnt (in Klammern Einwohnerzahl Stand 1. Jänner 2025):
- Allentsteig (1291)
- Bernschlag (früher eigene Gemeinde mit Zwinzen) (125)
- Zwinzen (71)
- Thaua (früher eigene Gemeinde mit Reinsbach und Wurmbach) (178)
- Reinsbach (74)

Im Gebiet des Truppenübungsplatzes wurden entsiedelt:
- Wurmbach
- Dietreichs
- Edelbach
- Großpoppen
- Kleinhaselbach
- Kleinkainraths
- Mannshalm
- Rausmanns
- Schlagles
- Steinbach

### Nachbargemeinden
| Echsenbach, Schwarzenau | Göpfritz                                    |                   |
| Zwettl                  | Kompassrose, die auf Nachbargemeinden zeigt | Röhrenbach (Horn) |
|                         | Pölla                                       |                   |

### Klima

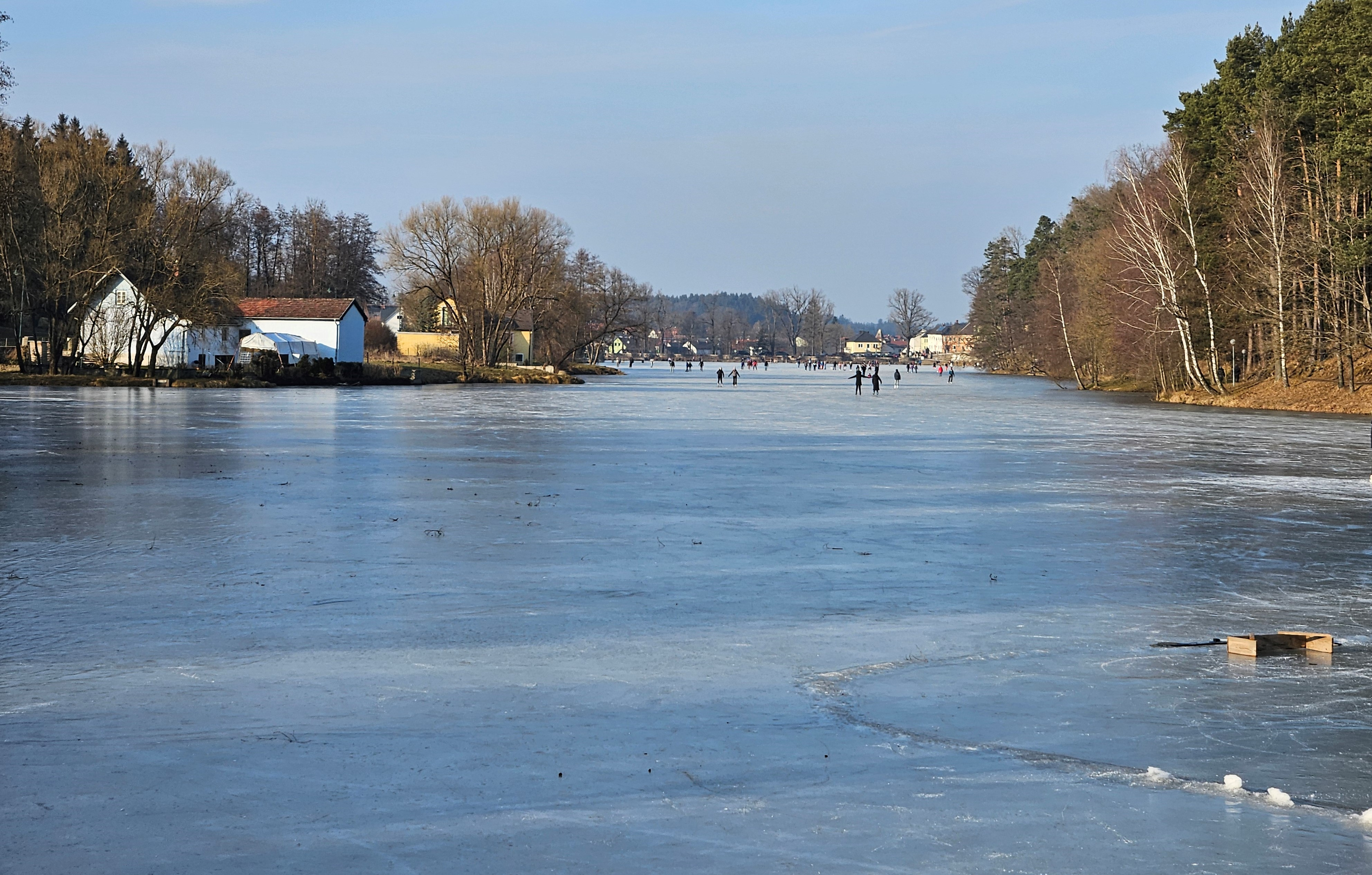
Eisfläche am Stadtsee (2025)

|                        | Jan  | Feb  | Mär  | Apr  | Mai  | Jun  | Jul  | Aug  | Sep  | Okt  | Nov  | Dez  |   |      |
| Mittl. Temperatur (°C) | −2,4 | −1,2 | 2,2  | 7,4  | 12,5 | 15,4 | 17,6 | 17,0 | 12,2 | 7,4  | 2,1  | −1,5 | ⌀ | 7,4  |
| Mittl. Tagesmax. (°C)  | 0,5  | 2,4  | 6,6  | 12,8 | 17,8 | 20,6 | 23,1 | 22,7 | 17,3 | 11,8 | 5,1  | 1,2  | ⌀ | 11,9 |
| Mittl. Tagesmin. (°C)  | −4,8 | −3,9 | −0,9 | 3,1  | 7,7  | 10,6 | 12,5 | 12,3 | 8,6  | 4,5  | −0,1 | −3,7 | ⌀ | 3,9  |
|                        |      |      |      |      |      |      |      |      |      |      |      |      |   |      |
| Niederschlag (mm)      | 26   | 24   | 43   | 45   | 72   | 88   | 94   | 86   | 59   | 38   | 39   | 32   | Σ | 646  |
|                        |      |      |      |      |      |      |      |      |      |      |      |      |   |      |
| Luftfeuchtigkeit (%)   | 79,3 | 72,3 | 65,6 | 57,0 | 57,9 | 59,0 | 57,2 | 56,0 | 62,1 | 69,8 | 80,8 | 83,3 | ⌀ | 66,7 |

| −4,8 |

| −3,9 |

| −0,9 |

| 3,1 |

| 7,7 |

| 10,6 |

| 12,5 |

| 12,3 |

| 8,6 |

| 4,5 |

| −0,1 |

| −3,7 |

| −4,8 |

| −3,9 |

| −0,9 |

| 3,1 |

| 7,7 |

| 10,6 |

| 12,5 |

| 12,3 |

| 8,6 |

| 4,5 |

| −0,1 |

| −3,7 |

## Geschichte
Die ersten Zeugen gibt es aus dem Mittelalter, als unter Karl dem Großen Franken angesiedelt wurden.
Das Gebiet um Allentsteig wurde von den Babenbergern an die Kuenringer verschenkt. Dort entstand eine Burg und um 1430 das Schloss Allentsteig. Der Ortsname kam aus dem illyrischen dujay (für rauschend) und wandelte sich im Laufe der Zeit über „Tygia“, „Tigin“ und „Thige“ zu „Stige“. Im Jahr 1212 hieß der Ort „Adeloldstige“. Um 1700 hieß er bereits Allentsteig.
Im Zuge der Reformen nach der Revolution von 1848/1849 erhielt die Stadt ein Bezirksamt.
Bei Allentsteig ist der Herkunftsort von Hitlers Vorfahren. Es gibt Vermutungen, dass nach dem „Anschluss“ Österreichs ein Teil der Ortschaft umgesiedelt und der Truppenübungsplatz Allentsteig angelegt wurde, um Hitlers Wurzeln zu verheimlichen.
Im Zuge der NÖ. Kommunalstrukturverbesserung wurden Anfang 1967 die Gemeinden Bernschlag und Thaua eingegliedert.

### Bevölkerungsentwicklung
| Allentsteig: Einwohnerzahlen von 1869 bis 2025      | Allentsteig: Einwohnerzahlen von 1869 bis 2025 | Allentsteig: Einwohnerzahlen von 1869 bis 2025 | Allentsteig: Einwohnerzahlen von 1869 bis 2025 | Allentsteig: Einwohnerzahlen von 1869 bis 2025 |
| --------------------------------------------------- | ---------------------------------------------- | ---------------------------------------------- | ---------------------------------------------- | ---------------------------------------------- |
| Jahr                                                |                                                |                                                |                                                | Einwohner                                      |
| 1869                                                | 1869                                           |                                                | 3.549                                          | 3.549                                          |
| 1880                                                | 1880                                           |                                                | 3.618                                          | 3.618                                          |
| 1890                                                | 1890                                           |                                                | 3.704                                          | 3.704                                          |
| 1900                                                | 1900                                           |                                                | 4.035                                          | 4.035                                          |
| 1910                                                | 1910                                           |                                                | 4.301                                          | 4.301                                          |
| 1923                                                | 1923                                           |                                                | 3.907                                          | 3.907                                          |
| 1934                                                | 1934                                           |                                                | 3.967                                          | 3.967                                          |
| 1939                                                | 1939                                           |                                                | 3.604                                          | 3.604                                          |
| 1951                                                | 1951                                           |                                                | 3.101                                          | 3.101                                          |
| 1961                                                | 1961                                           |                                                | 2.765                                          | 2.765                                          |
| 1971                                                | 1971                                           |                                                | 2.790                                          | 2.790                                          |
| 1981                                                | 1981                                           |                                                | 2.842                                          | 2.842                                          |
| 1991                                                | 1991                                           |                                                | 2.447                                          | 2.447                                          |
| 2001                                                | 2001                                           |                                                | 2.163                                          | 2.163                                          |
| 2011                                                | 2011                                           |                                                | 1.998                                          | 1.998                                          |
| 2021                                                | 2021                                           |                                                | 1.741                                          | 1.741                                          |
| 2025                                                | 2025                                           |                                                | 1.739                                          | 1.739                                          |
| Quelle(n): Statistik Austria, Gebietsstand 1.1.2021 |                                                |                                                |                                                |                                                |

## Kultur und Sehenswürdigkeiten
- Schloss Allentsteig

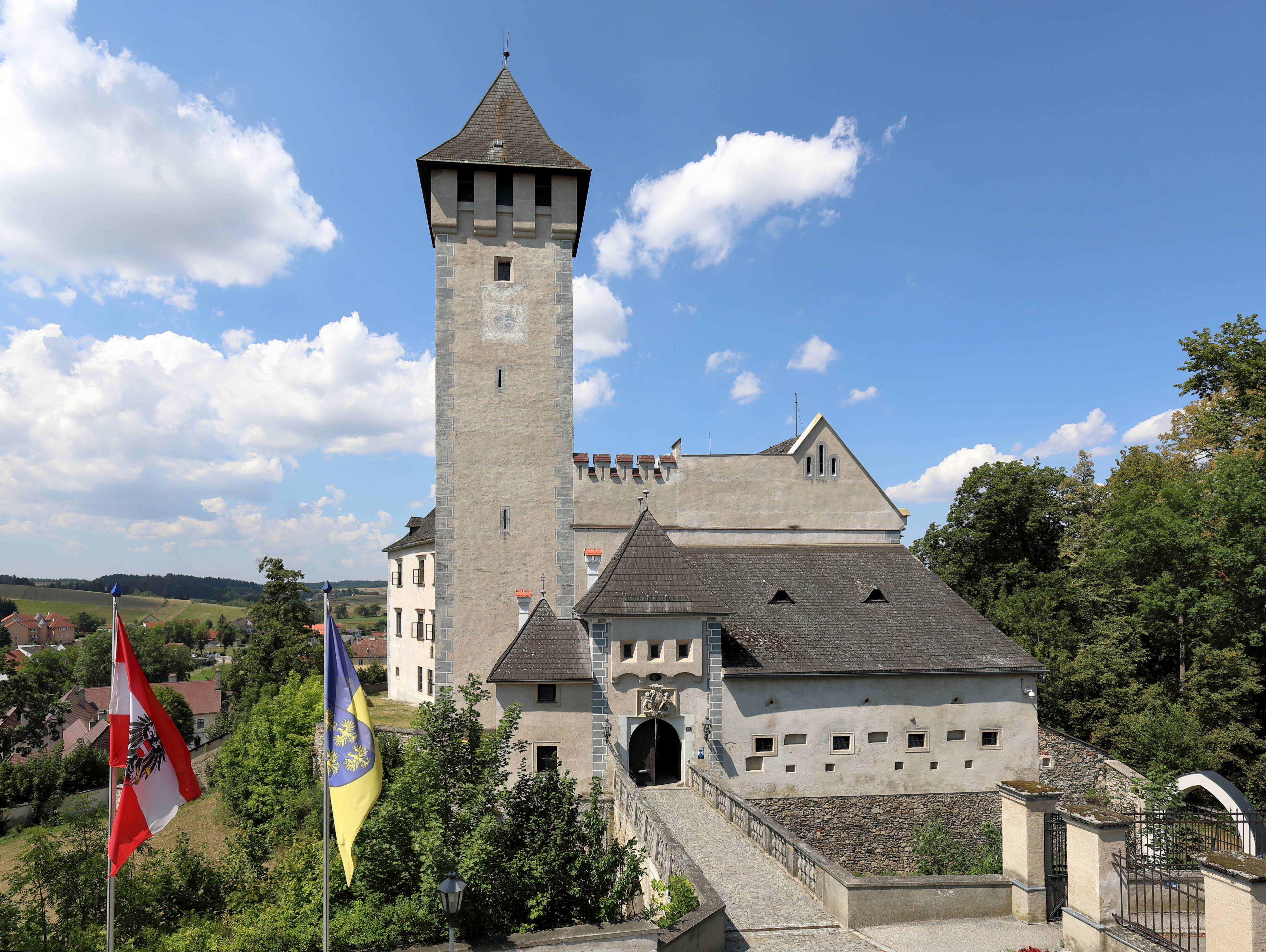
Schloss Allentsteig

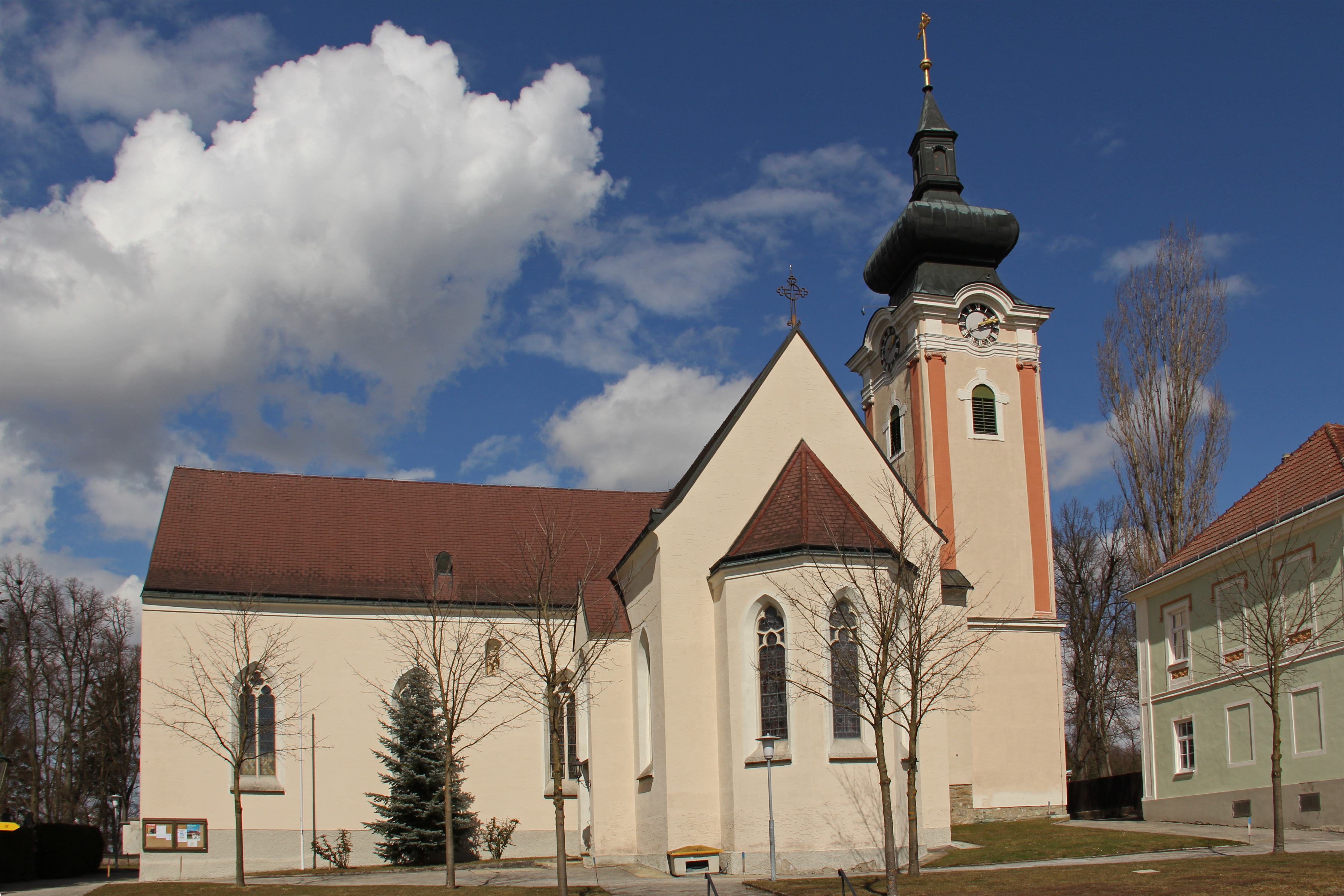
Pfarrkirche Allentsteig

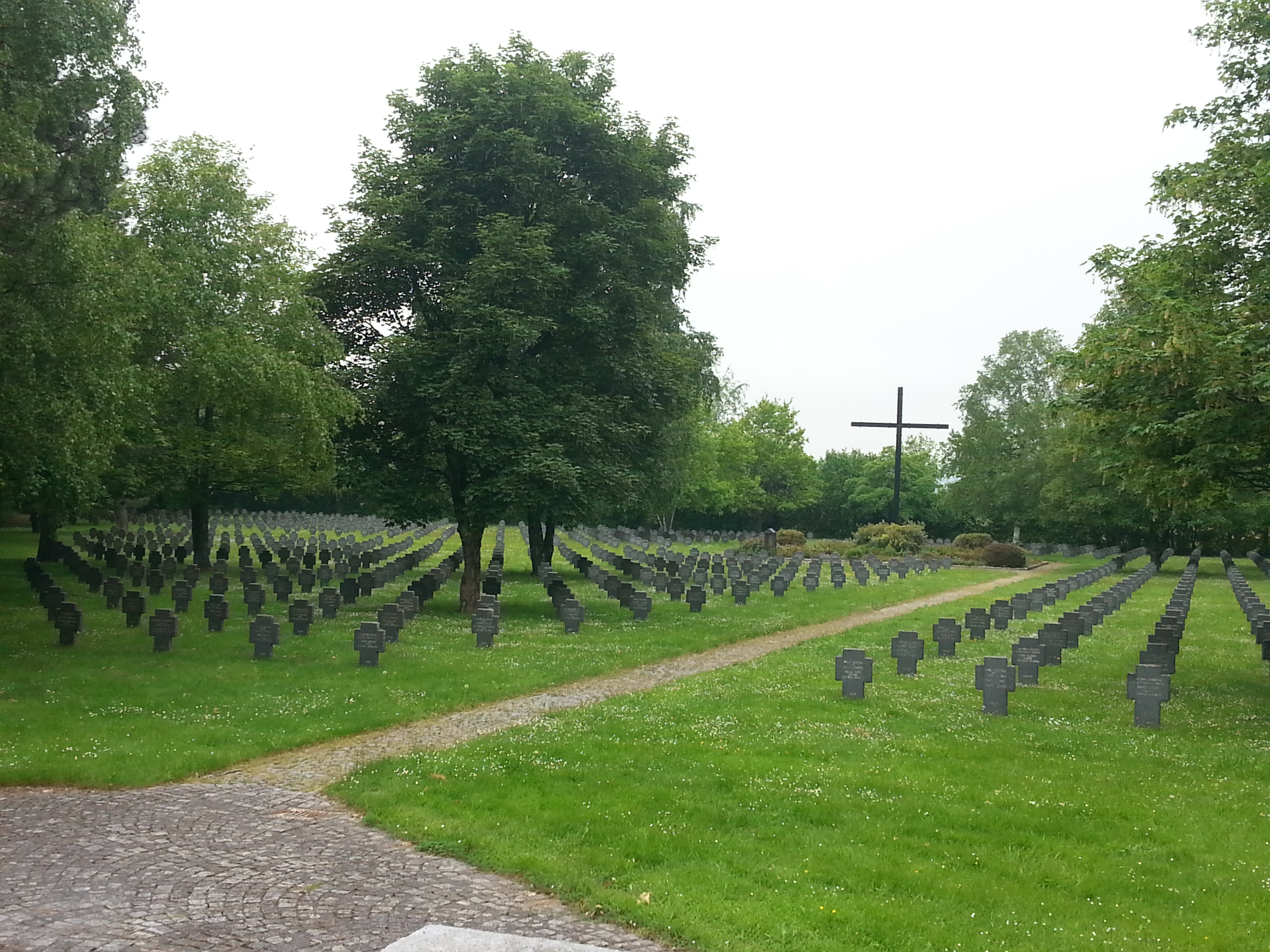
Soldatenfriedhof

- Katholische Pfarrkirche Allentsteig hl. Ulrich

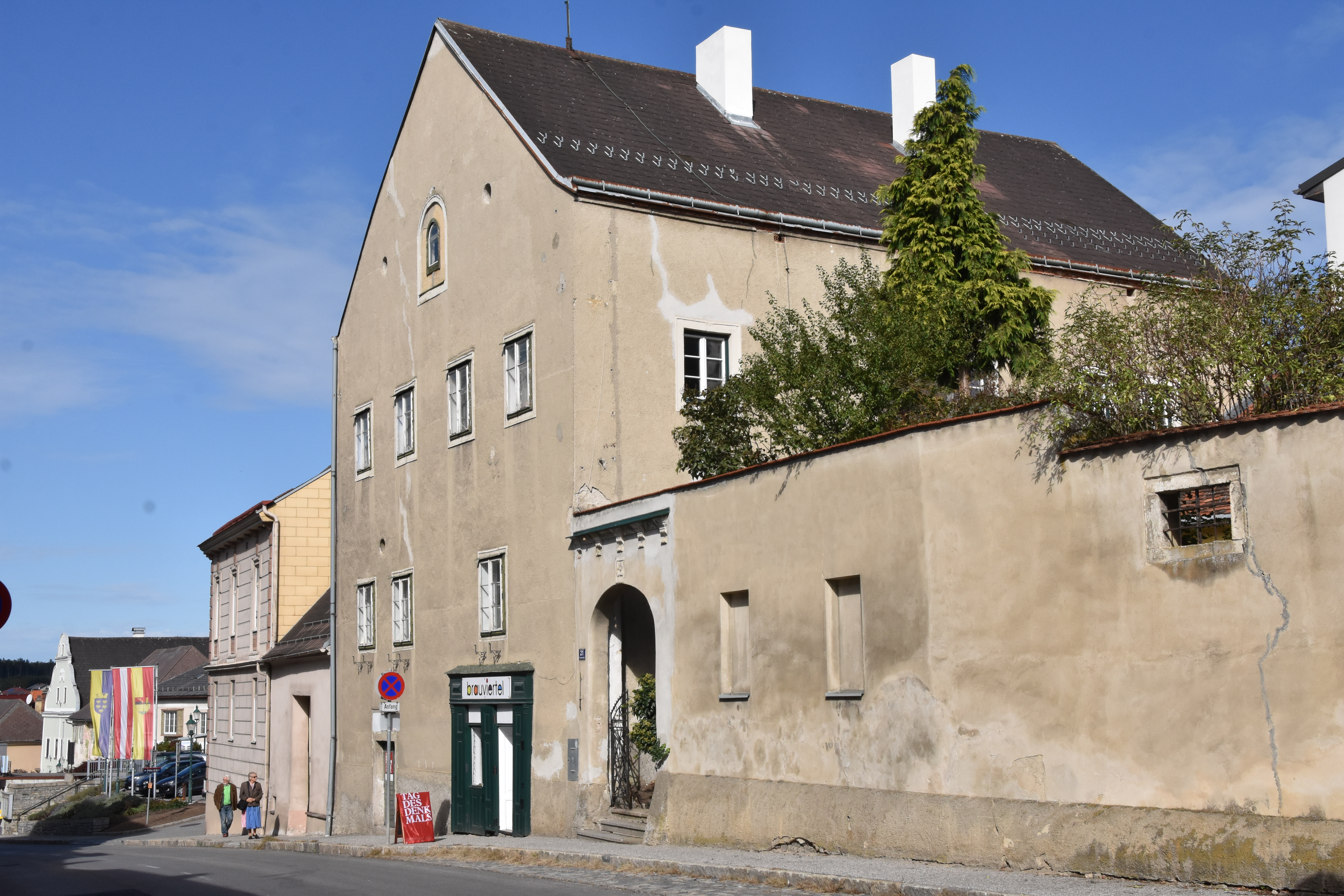
Allentsteig, Freihof der Hager, errichtet um 1600

- Allentsteig, Freihof der Hager, errichtet um 1600Hagerscher Freihof

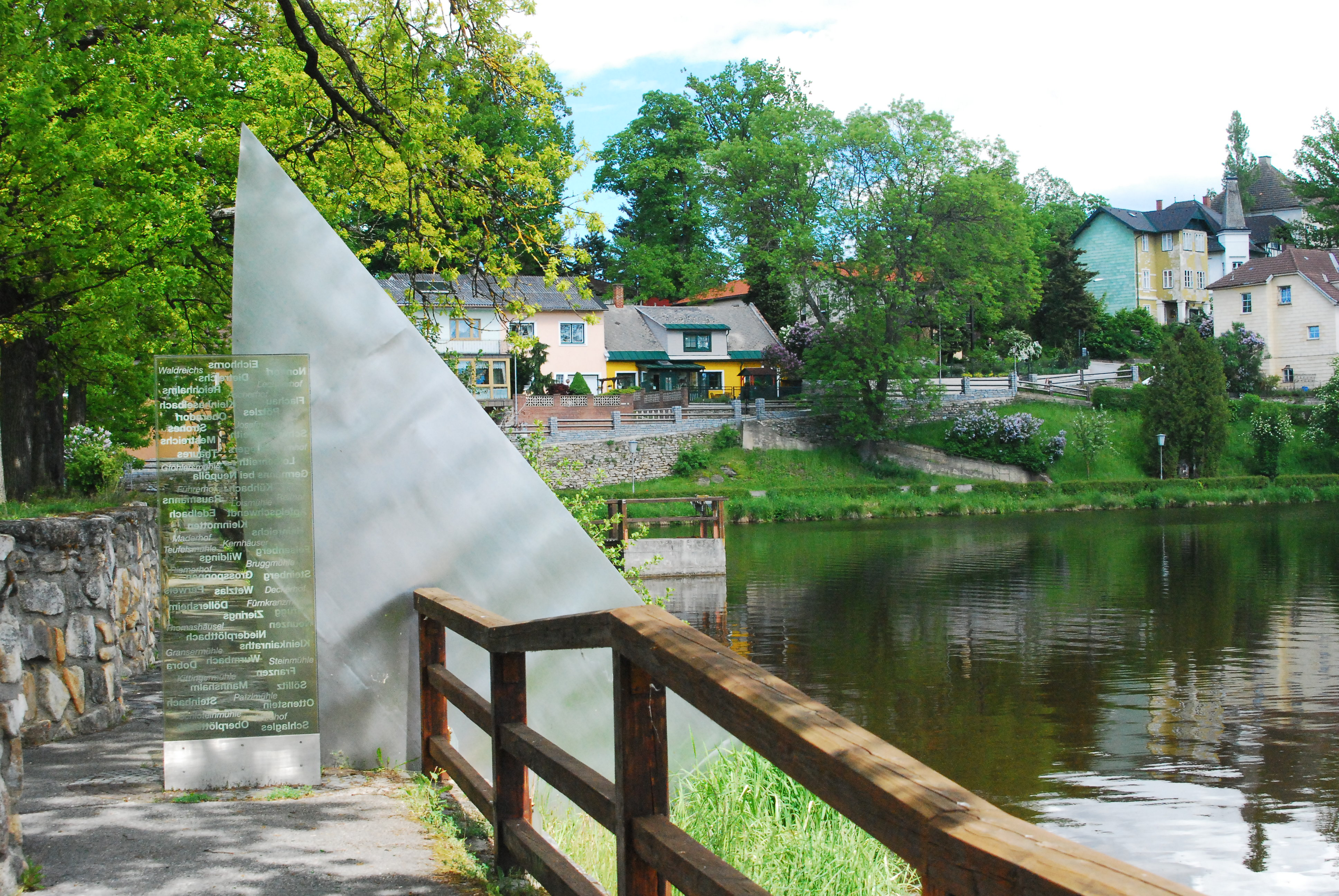
„Landschaftsmesser“, Gedenkstätte für die Aussiedelung 1938–1942, Valie Export, 1999

- Soldatenfriedhof Allentsteig[3]
- „Landschaftsmesser“, Gedenkstätte für die Aussiedelung 1938–1942, Valie Export, 1999Gedenkstätte Landschaftsmesser[4][5]

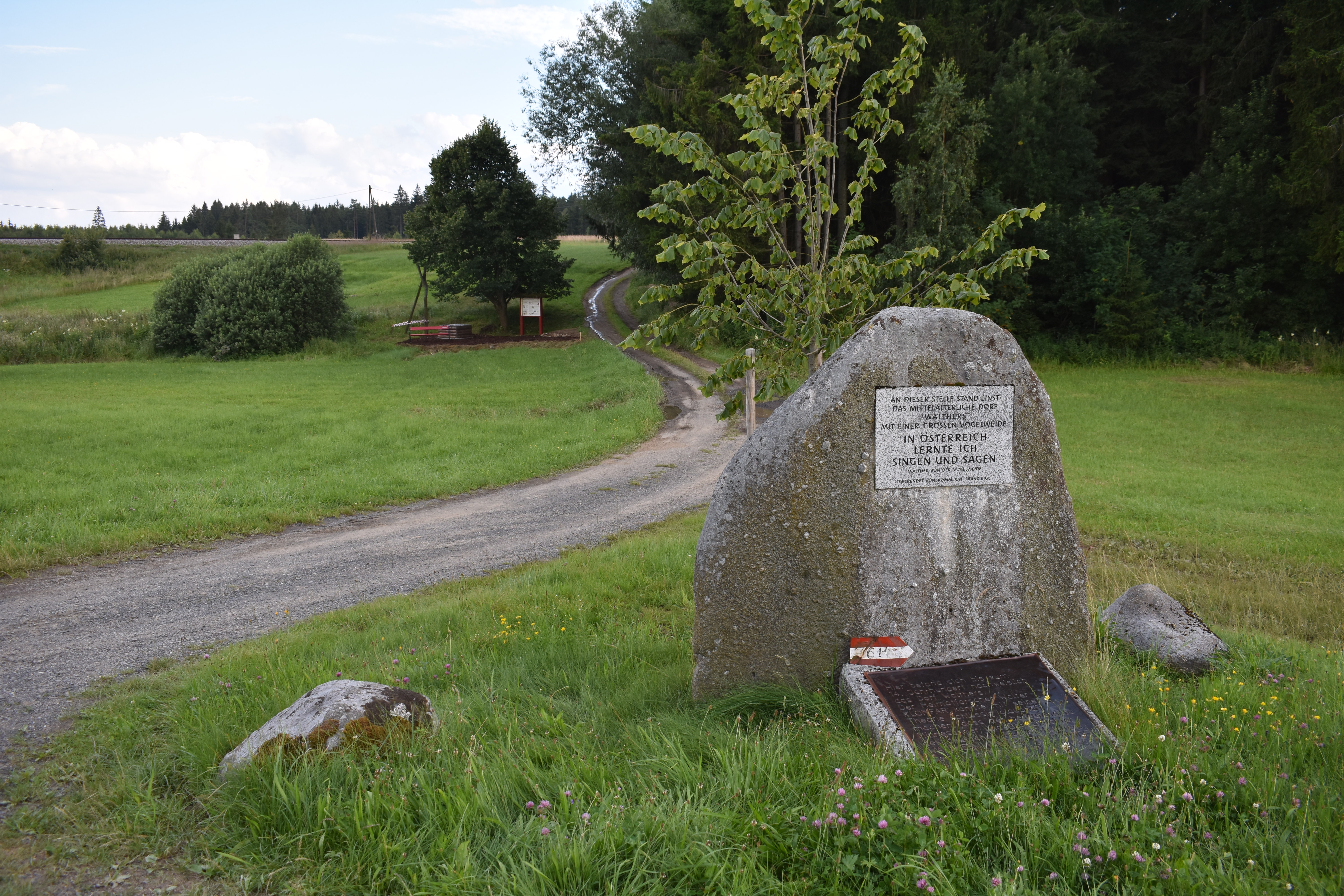
Gedenkstein Walther von der Vogelweide in der Ortswüstung Walthers bei Bernschlag

- Gedenkstein Walther von der Vogelweide in der Ortswüstung Walthers bei Bernschlag Gedenkstein Walther von der Vogelweide[6] in der Ortswüstung Walthers bei Bernschlag

## Wirtschaft und Infrastruktur
Der bedeutendste Arbeitgeber ist direkt und indirekt das Bundesheer mit dem Truppenübungsplatz Allentsteig. Dieser wurde gleich nach dem Anschluss Österreichs im Sommer 1938 auf Befehl Adolf Hitlers angelegt, dabei wurden Döllersheim und Strones, die Heimatdörfer seiner Eltern und Großeltern, entsiedelt.

### Öffentliche Einrichtungen
In der Gemeinde gibt es einen Kindergarten, eine Volksschule und eine Mittelschule.

## Politik

### Gemeinderat
Der Gemeinderat hat 19 Mitglieder.
- Mit den Gemeinderatswahlen in Niederösterreich 1995 hatte der Gemeinderat mit 21 Mitgliedern folgende Verteilung: 14 ÖVP, 3 SPÖ, 2 FPÖ, 1 BFA, und 1 Liste Kastner.[10]
- Mit den Gemeinderatswahlen in Niederösterreich 2000 hatte der Gemeinderat mit 21 Mitgliedern folgende Verteilung: 9 ÖVP, 8 ÖVP-aktiv, 3 SPÖ, und 1 FPÖ.[11]
- Mit den Gemeinderatswahlen in Niederösterreich 2005 hatte der Gemeinderat mit 21 Mitgliedern folgende Verteilung: 12 ÖVP, 5 PRO, 3 SPÖ, und 1 ?.[12]
- Mit den Gemeinderatswahlen in Niederösterreich 2010 hatte der Gemeinderat mit 21 Mitgliedern folgende Verteilung: 10 ÖVP, 4 FPÖ, 4 PRO, und 3 SPÖ.[13]
- Mit den Gemeinderatswahlen in Niederösterreich 2015 hatte der Gemeinderat folgende Verteilung: 14 ÖVP, 4 FPÖ, und 1 SPÖ.[14]
- Mit den Gemeinderatswahlen in Niederösterreich 2020 hatte der Gemeinderat folgende Verteilung: 14 ÖVP, 3 FPÖ, 1 SPÖ und 1 WIR.[15]
- Mit den Gemeinderatswahlen in Niederösterreich 2025 hat der Gemeinderat folgende Verteilung: 13 ÖVP, 5 FPÖ und 1 SPÖ.[16]

### Bürgermeister
- 1874–1907 August Dötz, auch Abgeordneter zum Niederösterreichischen Landtag und zum Reichsrat[17]
- bis 2005 Franz Bendinger (ÖVP)
- 2005–2015 Andreas Kramer (ÖVP)
- 2015 Manfred Zipfinger (ÖVP)
- 2015–2025 Jürgen Koppensteiner (ÖVP)[18]
- seit 2025 Georg Marksteiner (ÖVP)[19]

## Persönlichkeiten

### Ehrenbürger
- 2019: Bruno Niederle, Facharzt für Chirurgie[20]

### Söhne und Töchter der Gemeinde
- Theodor Cerny (1898–1981), Politiker und Nationalrat
- Patricia Engel (* 1961), Restauratorin
- Josef Hammerschmid (1880–1945), Politiker und Nationalrat
- Erwin Hirnschall (1930–2011), Politiker
- Alois Kainz (* 1964), Politiker und Abgeordneter zum Nationalrat
- Ernst Krenn (1897–1954), Skandinavist
- Franz Liftl (1864–1932), Musiker und Komponist
- Jessi Lintl (* 1956), Politikerin (FPÖ)
- Hans Loidl (1944–2015), Landschaftsarchitekt und Autor
- Hans Neumüller (1908–1953), Maler
- Doris Schwaiger (* 1985), Beachvolleyballspielerin
- Stefanie Schwaiger (* 1986), Beachvolleyballspielerin
- Josef Schwarz (1873–1927), Landwirt und Politiker, geboren in Thaua